# Avaldsnes IL (piłka nożna kobiet)
Avaldsnes IL Kvinner – kobieca sekcja piłki nożnej norweskiego klubu sportowego Avaldsnes IL, mający siedzibę we wsi Avaldsnes, w południowo-zachodniej części kraju, występujący w latach 2013–2023 w rozgrywkach Toppserien. 

## Historia
Chronologia nazw:
- 1989: Avaldsnes IL Kvinner
- 1998: Vard/Avaldsnes – po fuzji z SK Vard Haugesund
- 1999: sekcja rozwiązana
- 2002: Avaldsnes IL Kvinner

Kobieca drużyna piłkarska Avaldsnes IL Kvinner została założona w miejscowości Avaldsnes w 1989 roku jako sekcja klubu sportowego Avaldsnes IL. Klub początkowo występował w niższych dywizjach mistrzostw Norwegii. W 1995 roku otrzymał promocję z grupy 4 (Rogaland) 3. divisjon do drugiej dywizji. W 1996 roku najwyższa liga zmieniła nazwę na Eliteserien, a druga dywizja przyjęła nazwę 1. divisjon i td. W debiutowym sezonie 1996 na zapleczu najwyższej ligi zespół zajął czwarte miejsce w grupie 3 Sørvestlandet 1. divisjon. Następny sezon 1997 zakończył na spadkowej 7.lokacie w grupie 3 Sørvestlandet. Aby uniknąć spadku klub dołączył do SK Vard Haugesund, który był piątym w grupie. Po zakończeniu sezonu 1998, w którym połączony zespół uplasował się na czwartej pozycji w grupie, klub anulował fuzję i nie przystąpił do rozgrywek w sezonie 1999. Kobieca sekcja klubu została rozwiązana.
W 2002 roku, po trzech latach przerwy, kobieca sekcja klubu została reaktywowana. Zespół zaczął występy od niższych dywizji, grając od 2005 w 3. divisjon (D3). W sezonie 2008 zwyciężył najpierw w grupie Rogaland, a następnie po wygraniu 6:0 baraży z Sogndal Fotball otrzymał promocję do 2. divisjon. Po dwóch sezonach w 2010 roku znów zwyciężył w grupie 4 (Rogaland, Hordaland) drugiej dywizji i zakwalifikował się do playoff, gdzie po wygraniu 4:3 z Urædd i remisie 1:1 z Kongsvinger IL zajął pierwsze miejsce w grupie 2, awansując do 1. divisjon. W pierwszym sezonie na zapleczu elitarnej dywizji zajął szóste miejsca, a w drugim sezonie zwyciężył w dywizji i zdobył historyczny awans do Toppserien. Debiutowy sezon w najwyższej dywizji zakończył na czwartej pozycji. Drużyna po zakończeniu sezonu 2015 otrzymała srebrne medale mistrzostw. Sukces ten powtórzyła w 2016 i 2017. W 2017 roku zdobyła również Puchar kraju. Dzięki wicemistrzostwu drużyna wzięła udział w Pucharze UEFA Kobiet sezonu 2016/17. W kolejnych dwóch sezonach również grała w pucharach europejskich, docierając zawsze do 1/16 finału. W 2022 zespół najpierw nie zakwalifikował się do grupy mistrzowskiej, a potem zakończył sezon na 9.pozycji w grupie walczącej o utrzymanie w lidze. Następnie musiał walczyć w barażach z trzecią drużyną pierwszej dywizji, wygrywając z Øvrevoll Hosle 1:1, 2:1 (w czasie dodatkowym), wskutek czego pozostał w Toppserien. Ale w następnym sezonie 2023 zajął przedostatnie miejsce w tabeli i chociaż wygrał dwumecz z TIL 2020 2:0 i 1:2, jednak nie otrzymał licencji Toppserien na sezon 2024. klub spadł do 1. divisjon.

## Barwy klubowe, strój, herb, hymn
|  |  |

Klub ma barwy czerwono-białe. Piłkarki domowe spotkania zazwyczaj grają w pasiastych pionowo czerwono-białych koszulkach, czerwonych spodenkach oraz czerwonych getrach.

## Sukcesy

### Trofea międzynarodowe
| \| \| Zdobyte trofea w rozgrywkach międzynarodowych (stan na: 31-05-2023) \| |                                                                     |      |                           |
| Rozgrywki                                                                    | Osiągnięcie                                                         | Razy | Sezon(y)                  |
| Liga Mistrzyń UEFA                                                           | zdobywca                                                            | 0    |                           |
| Liga Mistrzyń UEFA                                                           | finalista                                                           | 0    |                           |
| Liga Mistrzyń UEFA                                                           | 1/16 finału                                                         | 3    | 2016/17, 2017/18, 2018/19 |
| FIFA                                                                         | Zdobyte trofea w rozgrywkach międzynarodowych (stan na: 31-05-2023) |      |                           |

### Trofea krajowe
| \| \| Zdobyte trofea w rozgrywkach Norwegii (stan na: 31-12-2023) \| |                                                             |      |                  |
| Rozgrywki                                                            | Osiągnięcie                                                 | Razy | Sezon(y)         |
| Mistrzostwo                                                          | I miejsce                                                   | 0    |                  |
| Mistrzostwo                                                          | II miejsce                                                  | 3    | 2015, 2016, 2017 |
| Mistrzostwo                                                          | III miejsce                                                 | 1    | 2020             |
| Puchar                                                               | zdobywca                                                    | 1    | 2017             |
| Puchar                                                               | finalista                                                   | 2    | 2013, 2015       |
| II liga                                                              | I miejsce                                                   | 1    | 2012             |
| II liga                                                              | II miejsce                                                  | 0    |                  |
| II liga                                                              | III miejsce                                                 | 0    |                  |
| Norwegia                                                             | Zdobyte trofea w rozgrywkach Norwegii (stan na: 31-12-2023) |      |                  |

- 2. divisjon (III poziom):
  - mistrz (1): 2010 (gr.4 i playoff 2)

## Poszczególne sezony

### Rozgrywki międzynarodowe

#### Europejskie puchary
Klub 3 razy uczestniczył w rozgrywkach europejskich.

### Rozgrywki krajowe
| \| Norwegia \| Bilans występów klubu w rozgrywkach piłkarskich Norwegii (Stan na 31 grudnia 2023 r.) \| \| |                                                                                       |        |       |   |   |   |    |    |     |                               |        |        |      |
| Poziom | Rozgrywki                                                                             | Sezony | Mecze | Z | R | P | B+ | B– | Pkt | Lata                          | Awanse | Spadki | Naj. |
| I | 1. divisjon / Eliteserien / Toppserien                                                | 11     |       |   |   |   |    |    |     | 2013–2023                     | 0      | 6      | 2    |
| II | 2. divisjon / 1. divisjon                                                             | 6      |       |   |   |   |    |    |     | 1996–1998, 2011–2012, od 2024 | 1      | 1      | 1    |
| III | 3. divisjon / 2. divisjon                                                             | 3+     |       |   |   |   |    |    |     | 199?–1995, 2009–2010          | 2      | 0      | 1    |
| | Puchar Norwegii                                                                       | 16     |       |   |   |   |    |    |     | od 1997                       | 0      | 0      | 1    |
| Norwegia                                                                                                   | Bilans występów klubu w rozgrywkach piłkarskich Norwegii (Stan na 31 grudnia 2023 r.) |        |       |   |   |   |    |    |     |                               |        |        |      |

## Piłkarki, trenerzy, prezydenci i właściciele klubu

### Piłkarki

#### Aktualny skład zespołu
Stan na 05.04.2024:
| Nr | Poz. | Piłkarz                 |
| -- | ---- | ----------------------- |
| 1  | BR   | Synne Danielsen         |
| 2  | OB   | Kaja Olsen              |
| 3  | OB   | Trine Øritzland         |
| 4  | OB   | Christina Ambjørndalen  |
| 5  | OB   | Victoria Tangen         |
| 6  | OB   | Kristine Nybru          |
| 7  | OB   | Ingvild Hansen Høvring  |
| 9  | NA   | Kristina Svandal        |
| 10 | NA   | Solfrid Bråthen         |
| 11 | NA   | Simone Pedersen         |
| 12 | BR   | Frida Kvale Aursland    |
| 13 | OB   | Libe Haftorsen Brakstad |

| Nr | Poz. | Piłkarz                |
| -- | ---- | ---------------------- |
| 14 | NA   | Sandra Østenstad       |
| 15 | NA   | Ida Natvik             |
| 16 | PO   | Vanessa Madland        |
| 17 | NA   | Emilie Guddal          |
| 18 | OB   | Eline Holgersen Warvik |
| 19 | NA   | Mathea Fidjeland       |
| 20 | PO   | Anna Grinde Staveland  |
| 21 | PO   | Selma Mannes Nesheim   |
| 22 | NA   | Viktoria Sørensen      |
| 23 | PO   | Rikke Rossebø Kalstad  |
| 25 | PO   | Guro Kamrud Kalstø     |
| 26 | PO   | Mia Øvrevik Farestad   |

### Trenerzy
...
- 2009–2010:  Lotfi Lazaare
- 2011:  Jan Tore Jåstad
- 01.2012–09.2012:  Tor Martin Hegrenes
- 09.2012–2013:  Roar Wold
- 2014:  Arne Møller
- 2015:  Tom Nordlie
- 01.2016–07.2016:  Colin Bell
- 07.2016–12.2016:  Kent Bøe
- 2017:  Per Inge Jacobsen
- 2018–2019:  Per Inge Jacobsen
- 2020–07.2021:  Thomas Dahle
- 07.2021–12.2021:  Kolbjørn Fosen
- 2022–2023:  John Arne Riise
- od 25.01.2024:  Rune Lothe

## Struktura klubu

### Stadion
Drużyna rozgrywa swoje mecze domowe w Avaldsnes na stadionie Avaldsnes Idrettssenter, który może pomieścić 1.000 widzów.

## Kibice i rywalizacja z innymi klubami

### Derby
- Brann
- Klepp
- Nymark
- Viking